# Jagdgeschwader 300
Das Jagdgeschwader 300 war ein Verband der Luftwaffe der Wehrmacht im Zweiten Weltkrieg. Es bekämpfte zur Nachtzeit im Wilde-Sau-Nachtjagdverfahren, mit Tagjagdflugzeugen vom Typ Focke-Wulf Fw 190A und Messerschmitt Bf 109G, feindliche Einflüge in zugewiesenen Lufträumen.

## Geschichte
Der Geschwaderstab entstand am 26. Juni 1943 in den besetzten Niederlanden, in Deelen (Lage) aus dem Stab/Versuchskommando Hermann. Die I. Gruppe bildete sich am 1. Juli 1943 in Bonn-Hangelar (Lage) aus der I. Gruppe des Versuchskommandos Hermann, während die II. Gruppe zeitgleich in Rheine (Lage) aus der II. Gruppe des Versuchskommandos Hermann entstand. Die III. Gruppe war die umbenannte III. Gruppe des Versuchskommandos Hermann und war ab Juli 1943 auf dem Fliegerhorst Oldenburg (Lage) beheimatet. Im Oktober 1944 erhielt das Geschwader eine IV. Gruppe aus der umbenannten I. Gruppe des Jagdgeschwaders 76, die in Reinsdorf (Lage) ihre Basis hatte.

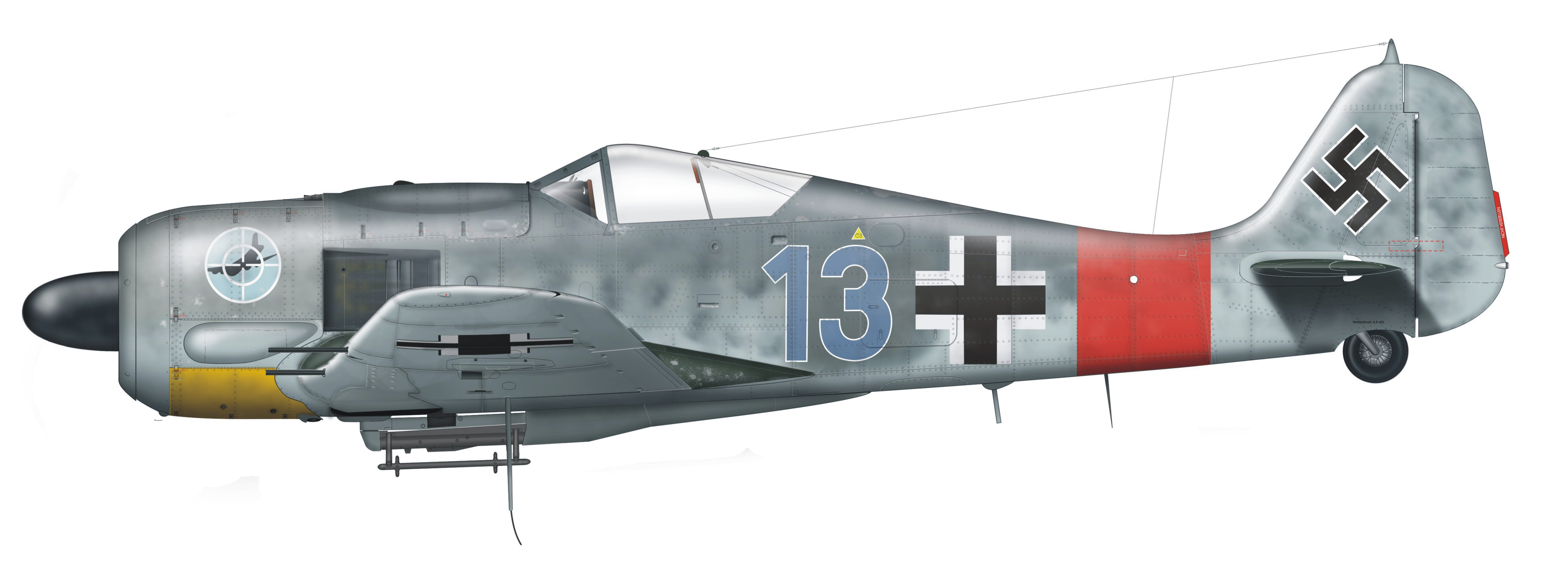
Focke-Wulf Fw 190 A-8, der IV. Gruppe des Jagdgeschwaders 300, geflogen von Major Walther Dahl

Wie bei Jagdgeschwadern üblich, die nach dem Wilde-Sau-Nachtjagdverfahren operierten, lieh sich das Geschwader als sogenannte „Aufsitzeinheit“ teilweise seine einmotorigen Jagdflugzeuge von Tagjagdgeschwadern aus. So nutzte die II. Gruppe die Flugzeuge der II. Gruppe des Jagdgeschwaders 1, während sich die III. Gruppe die Flugzeuge von der III. Gruppe des Jagdgeschwaders 11 lieh. Lediglich der Geschwaderstab und die I. Gruppe hatten eigene Flugzeuge.
Das Geschwader war bis zum 16. März 1944 der 30. Jagddivision des Luftwaffenbefehlshabers Mitte, ab 6. Februar Luftflotte Reich zugeteilt. Anschließend waren der Stab, die I. und die II. Gruppe der 3. Jagddivision des I. Jagdkorps der Luftflotte Reich unterstellt, während die III. Gruppe ihre Befehle vom Jagdfliegerführer Mittelrhein bekam. Im Mai 1944 operierte das Geschwader von den Fliegerhorsten Bonn-Hangelar (Lage), Dortmund-Brackel (Lage) und Wiesbaden-Erbenheim (Lage) aus.
Am 10. Januar 1945 lag der Geschwaderstab und die III. Gruppe in Jüterbog Waldlager (Lage) und verfügte über 4 und 38 einsatzbereite Focke-Wulf Fw 190A und Messerschmitt Bf 109G. Zur gleichen Zeit verfügte die I. Gruppe in Borkheide (Lage) über 38 startklare Messerschmitt Bf 109G, während die II. Gruppe in Löbnitz (Lage) 28 einsatzbereite Focke-Wulf Fw 190A aufbrachte. Die IV. Gruppe in Reinsdorf (Lage), verfügte über 39 startklare Focke-Wulf Fw 190A und Messerschmitt Bf 109G.
Am 8. Mai 1945, nach der bedingungslosen Kapitulation der Wehrmacht, lösten sich der Geschwaderstab, die II. und IV. Gruppe auf, während die I. und die III. Gruppe bereits im März 1945 aufgelöst wurden. Damit hatte das Geschwader aufgehört zu bestehen.

## Gliederung
Der Geschwaderstab führte am 10. Januar 1945 die I. bis IV. Gruppe die wiederum in Staffeln unterteilt waren. Die 1. bis 4. Staffel gehörte der I. Gruppe, die 5. bis 8. Staffel der II. Gruppe, die 9. bis 12. Staffel der III. Gruppe und die 13. bis 16. Staffel der IV. Gruppe an. Jede Staffel, geführt durch einen Staffelkapitän, war in vier Schwärme mit je zwei Rotten zu je zwei Flugzeugen unterteilt. Daraus ergab sich eine Sollstärke der Jagdgruppe von 64 Flugzeugen in den vier Staffeln + 4 Flugzeuge für den Gruppenkommandeur und seinen Stab. Dies ergab bei vier Jagdgruppen eine Sollstärke von 272 Flugzeugen, + 4 Flugzeuge für den Geschwaderkommodore und seinen Stab. Daraus ergab sich eine Sollstärke von 276 Flugzeugen.

## Kommandeure

### Geschwaderkommodore
| Dienstgrad     | Name                  | Zeit                                 |
| -------------- | --------------------- | ------------------------------------ |
| Oberstleutnant | Hans-Joachim Herrmann | 26. Juni 1943 bis 26. September 1943 |
| Oberstleutnant | Kurt Kettner          | 26. September 1943 bis Mai 1944      |
| Major          | Walter Brede          | 20. Mai 1944 bis 27. Juni 1944       |
| Oberstleutnant | Walther Dahl          | 27. Juni 1944 bis 26. Januar 1945    |
| Major          | Anton Hackl           | 30. Januar 1945 bis 19. Februar 1945 |
| Major          | Günther Rall          | 20. Februar 1945 bis 8. Mai 1945     |

### Gruppenkommandeur
I. Gruppe
- Oberstleutnant Ewald Janssen, 1. Juli 1943 bis 29. Oktober 1943[29]
- Hauptmann Gerhard Stamp, 1. November 1943 bis November 1944[30]
- Major Baier, November 1944 bis Mai 1945[31]

II. Gruppe
- Major Kurt Kettner, 26. Juli 1943 bis 26. September 1943[32]
- Hauptmann Kurd Peters, 28. Mai 1944 bis 29. Juni 1944[33]
- Major Alfred Lindenberger, Juni 1944 bis 28. September 1944[34]
- Oberleutnant Waldemar Radener, 23. Februar 1945 bis 16. April 1945[35]
- Hauptmann Karl-Heinz Dietsche, 16. April 1945 bis 8. Mai 1945[36]

III. Gruppe
- Hauptmann Iro Ilk, 31. Januar 1944 bis 25. September 1944[37]
- Hauptmann Herbert Nölter, 26. September 1944 bis 6. Dezember 1944[38]
- Major Hans-Karl Kamp, 7. Dezember 1944 bis 31. Dezember 1944 †[39]
- Hauptmann Peter Jenne, 1. Januar 1945 bis 2. März 1945 †[40]

IV. Gruppe
- Hauptmann Josef Puchinger, Oktober 1944 bis 17. Dezember 1944 †[41]
- Hauptmann Heinrich Offterdinger, 18. Dezember 1944 bis 22. Februar 1945[42]
- Hauptmann Heinrich Offterdinger, 21. April 1944 bis 8. Mai 1945[43]

## Auszeichnungen
Bekannte Träger des Ritterkreuz des Eisernen Kreuzes oder höherer Stufen des Jagdgeschwaders 300.
| Name                   | Dienstgrad    | Einheit     | Ritterkreuz   | Eichenlaub   |
| ---------------------- | ------------- | ----------- | ------------- | ------------ |
| Bauer, Konrad          | Feldwebel     | 5./JG 300   | 31. Okt. 1944 |              |
| Herrmann, Hans-Joachim | Major         | Stab/JG 300 |               | 2. Aug. 1943 |
| Jenne, Peter           | Hauptmann     | 12./JG 300  | 2. Feb. 1945  |              |
| Peters, Kurd           | Major         | II./JG 300  | 29. Okt. 1944 |              |
| Radener, Waldemar      | Oberleutnant  | II./JG 300  | 23. Feb. 1945 |              |
| Reschke, Willi         | Oberfeldwebel | Stab/JG 300 | 29. Okt. 1944 |              |
| Zwesken, Rudi          | Oberfeldwebel | 6./JG 300   | 21. März 1945 |              |

## Bekannte Geschwaderangehörige
- Günther Rall (1918–2009), war von 1970 bis 1974, als Generalleutnant der Luftwaffe der Bundeswehr, Inspekteur der Luftwaffe
- Fritz Wegner (1922–2007), war von 1981 bis 1983, als Generalleutnant der Luftwaffe der Bundeswehr, Kommandierender General des Luftflottenkommandos